# Gle Adang
Gle Adang är en kulle i Indonesien.   Den ligger i provinsen Aceh, i den västra delen av landet, 1 800 km nordväst om huvudstaden Jakarta. Toppen på Gle Adang är 22 meter över havet.
Terrängen runt Gle Adang är platt åt nordost, men åt sydväst är den kuperad. En vik av havet är nära Gle Adang åt nordost.Runt Gle Adang är det mycket tätbefolkat, med 1 177 invånare per kvadratkilometer. Närmaste större samhälle är Sigli, 8,9 km öster om Gle Adang. Trakten runt Gle Adang består till största delen av jordbruksmark.